# 野村明日香
野村 明日香（のむら あすか、1994年7月23日 - ）は、日本の元女子バレーボール選手。

## 来歴
岐阜県揖斐郡池田町出身。バレーボール選手であった実母の影響で、小学2年次からバレーボールを始めた。五條市立五條東中学校時代の2009年12月に開催されたJOCジュニアオリンピック杯では、奈良県代表として出場し、優秀選手賞を獲得した。高校は強豪校の九州文化学園高校に進学。2012年のぎふ清流国体ではセンターエースとして、チーム5年ぶりとなる優勝に大きく貢献した。
2012年12月にVプレミアリーグ・東レアローズの内定選手となった。高校時代はセンターであったが東レではウィングスパイカーとして登録された。
2013年度の全日本ジュニア代表に選出され、6月ブルノで開催された第17回世界ジュニア選手権に出場。レギュラーセンターとして、28年ぶりとなるチーム準優勝に貢献した。同年10月の第1回世界U23女子バレーボール選手権に日本代表として出場し、銅メダル獲得に貢献した。
2013年12月8日のVプレミアリーグ、対岡山戦の第3セットに途中出場し、プレミアデビューを果たした。
2018年、V.LEAGUE Division1のデンソーエアリービーズに移籍。
2020年、2019-20シーズン終了をもって現役引退。

## 人物
バレーボール日本リーグ・鐘紡に所属した児玉三代子（元全日本）は野村の祖母である。

## 球歴
- 全日本ジュニア代表 - 2013年

## 所属チーム
- 池田レッドロケッツ
- 五條市立五條東中学校
- 九州文化学園高校
- 東レアローズ（2013-2018年）
- デンソーエアリービーズ（2018-2020年）

## 個人成績
Vプレミアリーグレギュラーラウンドにおける個人成績は下記の通り。
| シーズン | 所属     | 出場 | 出場   | アタック | アタック | アタック | アタック | ブロック | ブロック | サーブ | サーブ | サーブ | サーブ | レセプション | レセプション | 総得点 | 備考 |
| -------- | -------- | ---- | ------ | -------- | -------- | -------- | -------- | -------- | -------- | ------ | ------ | ------ | ------ | ------------ | ------------ | ------ | ---- |
| シーズン | 所属     | 試合 | セット | 打数     | 得点     | 決定率   | 効果率   | 決定     | /set     | 打数   | エース | 得点率 | 効果率 | 受数         | 成功率       | 総得点 | 備考 |
| 2013/14  | 東レ     | 18   | 6      | 21       | 3        | 14.3%    | %        | 0        | 0.00     | 10     | 0      | 0.00%  | 10.0%  | 29           | 44.8%        | 3      |      |
| 2014/15  | 東レ     | 21   | 42     | 80       | 26       | 32.5%    | %        | 11       | 0.26     | 113    | 4      | 3.54%  | 13.3%  | 8            | 62.5%        | 41     |      |
| 2015/16  | 東レ     | 19   | 23     | 9        | 3        | 33.3%    | %        | 2        | 0.09     | 32     | 1      | 3.13%  | 12.7%  | 0            | 0.0%         | 6      |      |
| 2016/17  | 東レ     | 21   | 57     | 154      | 41       | 26.6%    | %        | 4        | 0.07     | 121    | 1      | %      | 9.1%   | 164          | 57.3%        | 46     |      |
| 2017/18  | 東レ     | 21   | 45     | 60       | 18       | 30.0%    | %        | 2        | 0.04     | 48     | 4      | %      | 14.1%  | 83           | 48.8%        | 24     |      |
| 2018/19  | デンソー |      |        |          |          | %        | %        |          |          |        |        | %      | %      |              | %            |        |      |